# Marina Lenti
Marina Lenti (Milano, ...) è una saggista e scrittrice italiana specializzata in letteratura fantastica, considerata un'esperta della saga di Harry Potter.

## Biografia
Laureata in Giurisprudenza, ha iniziato le prime collaborazioni giornalistiche nel 1989, scrivendo di musica e cinema. 
Redattrice per 4 anni di alcune Guide del portale Supereva/Dada, fra cui una dedicata a Harry Potter, dal 2004 al 2012 è stata redattrice di FantasyMagazine.
Fra il 2006 e il 2022 ha pubblicato svariati saggi in volume su Harry Potter e J.K. Rowling, di cui alcuni tradotti in Francese, Russo e Arabo, esaminando la saga da molteplici angolazioni, a partire dalla sua storia editoriale, passando per l'analisi semiotica dei libri, del fenomeno di costume, delle numerose vertenze legali, per finire con l'analisi degli elementi soprannaturali e dei 'dietro le quinte' delle trasposizioni cinematografiche.
Ha ideato e curato alcune antologie saggistiche multiautore sul Fantastico chiamando a raccolta, di volta in volta, altri esperti italiani di letteratura fantastica e di letteratura per ragazzi, coi quali tiene conferenze di divulgazione sul tema. È inoltre autrice di I ribelli dell'Alianco, un romanzo fantasy YA in cui la figura del drago è lo spunto per introdurre nel genere i temi dell'animalismo e dell'etica della giustizia.
È stata inoltre consulente per la revisione della traduzione in lingua italiana di Harry Potter Lexicon di Steve Vander Ark, l'enciclopedia sulla saga, edita da Giunti, collegata allo storico sito omonimo Harry Potter Lexicon . È autrice della prefazione del volume della scrittrice Amneris Di Cesare, Mamma o non mamma: le madri minori nell'universo di Harry Potter.
Dal 2018 dirige la collana di manualistica su scrittura ed editoria '10 Consigli', che ha ideato per Edizioni Del Gattaccio.

## Opere

### Saggi in volume
- L'Incantesimo Harry Potter, Delos Books, 2006, 2007, 2010, 2012. ISBN 978-8889096383
- La Metafisica di Harry Potter, Camelozampa, 2012. ISBN 978-8896323083
- Harry Potter: il cibo come strumento letterario, Runa Editrice, 2015, ISBN 9788897674467.
- J.K. Rowling: l'incantatrice di 450 milioni di lettori, Ares, 2016. ISBN 978-8881556885
- J.K. Rowling. Nel suo mondo di parole, Ares, 2022, ISBN 978-8892982307

### Manuali
- Harry Potter a test, Alphatest, 2007, 2008, ISBN 8848308457; Runa Editrice, 2019, ISBN 9788897674764.
- Le Monde de Harry P., Belin edition, 2009. ISBN 978-2-7011-5286-8

### Narrativa
- Coraggiosa in Code di Stampa, La Gru, 2011.ISBN 978-8897092131, ripubblicato nel 2024 da Delos Digital col titolo Racconti a zampa libera. ASIN B0D28CX1S

- La magica penna di Joanne, Edizioni Corsare, 2021. ISBN 9788899136666
- I Ribelli dell'Alianco, Runa Editrice, 2023, ISBN 9788897674856.

### Saggi brevi in antologia
- La Fonte della Buona Sorte: un'allegoria alchemica in Potterologia, Camelozampa, 2011, 2015, ISBN 9788896323212.
- Io combatto per vincere e combatto con quello che ho, in Il Fantastico nella Letteratura per ragazzi: luci e ombre di 10 serie di successo, Runa Editrice, 2016. ISBN 978-8897674627
- La presenza del cibo ne Lo Hobbit in Hobbitologia, Camelozampa, 2016, ISBN 9788896323342.
- Mulgarath, il parente povero della genìa orchesca in L'ombra del cattivo: dieci antagonisti del Fantastico fra letteratura, cinema e televisione, Centoautori, 2020, ISBN 9788868722524
- Draghi classici, draghi alchemici ma, soprattutto, draghi della Fortuna, in Lo Splendore del drago: la creatura più leggendaria in 10 indimenticabili storie del fantastico, Runa Editrice, 2022, ISBN 9788897674818
- Suggestioni gotiche nell'esplorazione del Doppio in Le Radici dell'Inquietudine: quattro studi sulla narrativa gotica, Runa Editrice, 2024, ISBN 978-88-97674-86-3
- La riscossa degli Improbabili: Neville, Guardiano di Speranza a Hogwarts in C'é del buono in questi mondi, Marco Valerio-Vita Edizioni, 2025, ISBN 978-88-75476656

## Premi
Nel 2007 con L'incantesimo Harry Potter vince il Premio Italia, mentre nel 2013 e nel 2017 rientra fra i finalisti, rispettivamente con La Metafisica di Harry Potter e J.K. Rowling, l'incantatrice di 450 milioni di lettori.